# Paradromulia rufibrunnea
Paradromulia rufibrunnea là một loài bướm đêm trong họ Geometridae.